# Money (卡蒂·B歌曲)
〈Money〉是美國饒舌歌手卡迪·B的單曲，由大西洋唱片於2018年10月23日發行，由卡迪·B和製作人J. White Did It共同創作。〈Money〉榮獲多項大獎，並獲頒美國唱片業協會4白金認證。